# Духовщинсько-Демидівська операція
Духо́вщинсько-Демиді́вська операці́я відбувалася в часі з 14 вересня по 2 жовтня 1943 року на території Смоленської області, є складовою Смоленської операції.

## Попередні дані
Війська Калінінського фронту під орудою генерала Андрія Єрьоменка в серпні — на початку вересня змогли вклинитися на 6-7 кілометрів в німецьку оборону у напрямі Духовщини, проте сили були вже виснажені і розвинути наступ не вдалося. Німецькі сили в цьому напрямі мали добре обладнану багатошарову оборону, яка утримувалася силами 6-ї танкової армії за підтримки 6-го повітряного флоту. Для наступаючих долання укріплень ускладнювалося лісисто-болотистою місцевістю. 7 вересня за наказом Ставки Верховного Головнокомандування наступальні дії припиняються, війська переходять до підготовки Духовщинсько-Демидівської операції.

## Планування наступу
Згідно задуму операції планувалося, що війська Калінінського фронту лівим крилом мали здійснювати загальний удар в напрямі на Духовщину. Перед цими силами ставилося завдання розгромити до 6 німецьких дивізій духовщинсько-демидівського угрупування. В подальшому планувалося у співдії з арміями правого флангу Західного фронту розвивати наступ на Рудню та Вітебськ.
Для проведення операції виділялися 39-а армія та частина сил 43-ї армії — загалом 12 стрілецьких дивізій, у резерві перебував 5-гвардійський стрілецький корпус, з повітря наступ прикривали сили 3-тя повітряна армія (генерал Микола Папівін). Головний удар здійснити доручалося 39-й армії. Згідно радянських даних, на початок операції насиченість на 9-км ділянці планованого прориву склала — 128 гармат та мінометів/1 км, танків — 24 на 1 км фронту.

## Перебіг бойових дій
Вранці 14 вересня сили 39-ї армії та лівого флангу 43-ї переходять в наступ та проривають на кількох ділянках першу оборонну лінію, до кінця дня змогли заглибитися в розташування німецьких військ на 3-13 км, при ширині фронту прориву 30 км. 184-та стрілецька дивізія (командир — полковник Самуїл Цукарєв перебрала під контроль дорогу з півдня до Духовщини. Протягом безперервних боїв 14-17 вересня німецька оборонна дінія була звм'ята. Уночі на 19 вересня сили 43-ї армії за підтримки авіації далекої дії змогли зайняти важливий німецький оборонний вузол на шляху до Смоленська — Духовщину. На честь звільнення Духовщини у Москві було здійснено салют — 12 залпів із 124 гармат.
20 вересня підрозділи 4-ї армії вибили німецькі сили із міста Веліж, 41-ї армії 21 вересня зайняли Демидов. Духовщинсько-Демидівське угрупування німецьких сил було розбите, підрозділи біля Смоленська оточені радянськими з півночі. Після втрати Духовщини німецькі війська починають відходити. 184-та дивізія до кінця 20 вересня зайняла рубіж Прелєво — Красносілля — Петрищево.
24 вересня радянські підрозділи вийшли на рубіж 15 км південно-західніше Веліжа — річка Каспля — Демидов — 10 км південніше Смоленська.
Після втрати укріплених рубежів німецьке керівництво віддає наказ підрозділам відходити в західному напрямі. Переслідуючи відступаючі підрозділи, частини 39-ї армії 29 вересня, рухаючись в напрямі на Вітебськ, займають місто Рудня.
До 2 жовтня підрозділи лівого крила Калінінського фронту вийшли на рубіж західніше Понизов'є — Рудня, тут були зупинені організованим німецьким спротивом.

## Наслідки та відзнаки
Розбиття німецького Духовщинсько-Демидівського угрупування сприяв успішному завершенню Смоленської операції 1943 року. Війська Калінінського фронту, при всій обмеженості в танках — для підтримки піхоти, та у літаках, зуміли подолати заздалегідь підготовану потужну німецьку оборону.
З'єднанням та частинам Калінінського фронту за бойові відзнаки присвоєні почесні найменування: Духовщинських — 8, Демидівських — 7, Холмських — 7. 19-та гвардійська стрілецька дивізія — Рудненської, 17-та гвардійська стрілецька дивізія та 47-а механізована стрілецька бригада нагороджені орденом Червоного Прапора.
Штабні звіти 184-ї стрілецької дивізії інформують про 5000 убитих німецьких вояків, знищених 125 кулеметів, 36 автомобілів, 21 гармату, 20 мінометів, та захоплених 110 кулеметів, 36 гармат, 32 автомобілі, 12 мінометів, полонених 57 німців.
Звання Героя СРСР (посмертно) вдостоєний лейтенант Яковенко Василь Гордійович.